# Kostel Božího Těla (Guty)
Kostel Božího těla je dřevěná sakrální stavba na okraji vesnice Guty, části města Třince. Původní kostel z 1. poloviny 16. století byl do roku 2017 nejstarším dochovaným dřevěným kostelem na Těšínsku. Od roku 1964 byl chráněn jako kulturní památka. Byl zničen při úmyslně založeném požáru 1. srpna 2017. Na místě byla postavena jeho replika, která byla věřícím předána 6. června 2021. Okolo kostela se nachází hřbitov.

## Historie
Kostel byl zasvěcen Božímu Tělu. Podle letopočtu vytesaném v portálu se lze domnívat, že byl kostel postaven roku 1563. První zvon byl osazen roku 1565 a dochoval se až do roku 2017, kdy byl požárem roztaven. V letech 1626 a 1642 došlo k výmalbě empory. Původně byl kostel luterský, ovšem roku 1654 byl evangelíkům v rámci rekatolizace odebrán a následně vysvěcen krakovským biskupem Petrem VII. Gembickým ze Seveře. Evangelíci byli pro svou víru pronásledováni, a tak sloužili bohoslužby po domech, lesích či na vrcholech okolních hor. Jedním z míst, kde se Gucané chodili modlit, byla i hora Godula (Moravskoslezské Beskydy) nad Komorní Lhotkou. Dodnes je zde pomníček upomínající na vydání tolerančního patentu. Podobných míst je na Těšínsku několik.
Výše zmíněný zvon byl ukraden roku 2001. Nakonec byl nalezen, ač bez srdce, v příkopu, v několik kilometrů vzdálené vsi Karpentná. V letech 2011–2012 byl kostel za 4,3 milionu korun zrekonstruován, zejména z dotací z Evropské unie skrze Regionální operační program regionu soudržnosti Moravskoslezsko, menšími částkami se podílelo i město Třinec a dobrovolní dárci. Při rekonstrukci došlo k opravě krovu nad presbytářem, výměně střešní krytiny a konstrukčních prvků věže včetně zvonicového patra.

## Architektura
Nejstarší záznam o existenci kostela poskytoval letopočet 1563 nad vstupem do sakristie. Tuto dataci, podepřenou i letopočtem 1565 na kostelním zvonu, potvrdil dendrochronologický průzkum ze srpna roku 2014, provedený Ing. Tomášem Kynclem. Při průzkumu byly odebrány vzorky z roubených stěn kostela, dále z krovů nad lodí a presbytářem a konečně z konstrukce dřevěné klenby presbytáře. Výsledky jednoznačně prokázaly, že kostel byl zhotoven z jedlí pokácených mezi léty 1560–1564. Kostel nesl všechny známky místní podhorské sakrální architektury. Byl obehnán krytým ochozem zvaným sobota. Interiér kostela byl vyzdoben díly místních umělců žijících v 17. a 18. století, jedním z donátorů stavby byl např. Štěpán Sova z Nebor. Původně samostatná loď byla se zvonicí spojena asi koncem 17. století. V 19. století byl kostel několikrát opravován, avšak zachoval si svou původní goticko-renesanční podobu.

## Požár a rekonstrukce

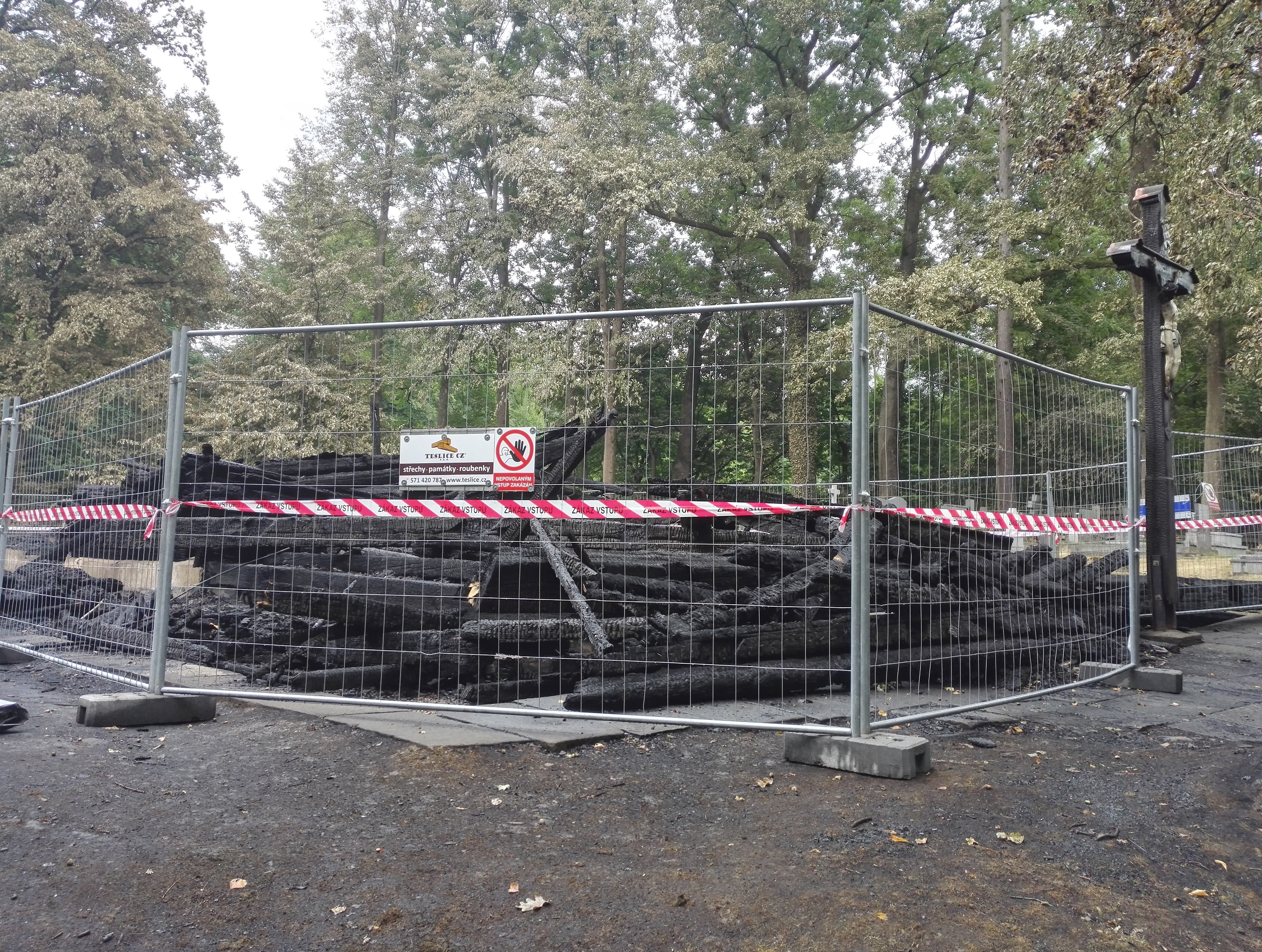
Požářiště kostela od západu 6. srpna 2017

V noci z 1. na 2. srpna 2017 kostel do základů vyhořel. Na požár upozornil šest minut po půlnoci alarm. Hořet začalo zřejmě vně kostela, protože kdyby se tak stalo uvnitř, alarm by na oheň upozornil dříve. Při požáru bylo zničeno i původní vybavení a obrazy z konce 16. století. Oheň poškodil i kříž před kostelem. V souvislosti s požárem zadržela policie den po události dva občany české národnosti, podezřelé ze žhářství. Den poté byli dva dospělí a jeden mladistvý obviněni z obecného ohrožení, podle policie jednali úmyslně. Dne 28. června 2018 byli pachatelé odsouzeni za obecné ohrožení: mladistvý pachatel, který požár založil, byl potrestán třemi a půl lety vězení, zbylí dva obdrželi trest osm let (řidič, který pachatele na místo dovezl) a devět let (organizátor činu).
8. srpna 2017 zahájilo město Třinec na obnovu kostela veřejnou sbírku, peníze z ní měly být použity na obnovu mobiliáře a interiéru. Bylo stanoveno, aby obnova proběhla formou vědecké rekonstrukce. Základ kostela má být z dubového dřeva, na ostatní části bude použito dřevo měkké – smrk a jedle. Materiál na stavbu má být dodán z biskupských lesů, těžit se bude v zimě, jelikož v té době má dřevo méně mízy. Předpokládalo se, že replika by měla být vystavěna v letech 2018–2019; s pořízením replik interiérového vybavení se nepočítalo. Římskokatolická farnost Střítež u Českého Těšína předběžně vyčíslila škodu na nejméně 50 milionů korun, konečnou škodu měl však určit znalec zhruba v druhé polovině září 2017.
V říjnu 2017 oznámilo město Ostrava, že podpoří obnovu kostela zakoupením zvonu, který bude kopírovat původní zvon, který se roztavil při požáru.
Stavební dokumentaci pro stavbu repliky zpracoval Antonín Závada. Repliku kostela stavělo tesařství Antonína Papšíka z Hošťálkové. Na stavbu bylo použito dubové a jedlové dřevo. Replika byla sestavena již na jaře roku 2020. Převoz do Gutů byl však zdržen problémy se zajištěním odpovídající požární ochrany. Požehnání staveniště se uskutečnilo 28. května 2020. Výstavba na místě samém byla zahájena v červenci 2020. Čtyři zvony pro kostel byly zhotoveny zvonařskou firmou Jana Felczyńského v Przemyślu již roku 2019.
Replika kostela byla slavnostně vysvěcena 6. června 2021 na den Těla a Krve Páně tehdejším apoštolským administrátorem ostravsko-opavské diecéze Martinem Davidem.

## Bohoslužebný život
Pravidelně se v kostele (i znovu po rekonstrukci) konají nedělní mše Církve římskokatolické; v sousedním kostele uprostřed obce působí Slezská církev evangelická a. v.

## Galerie

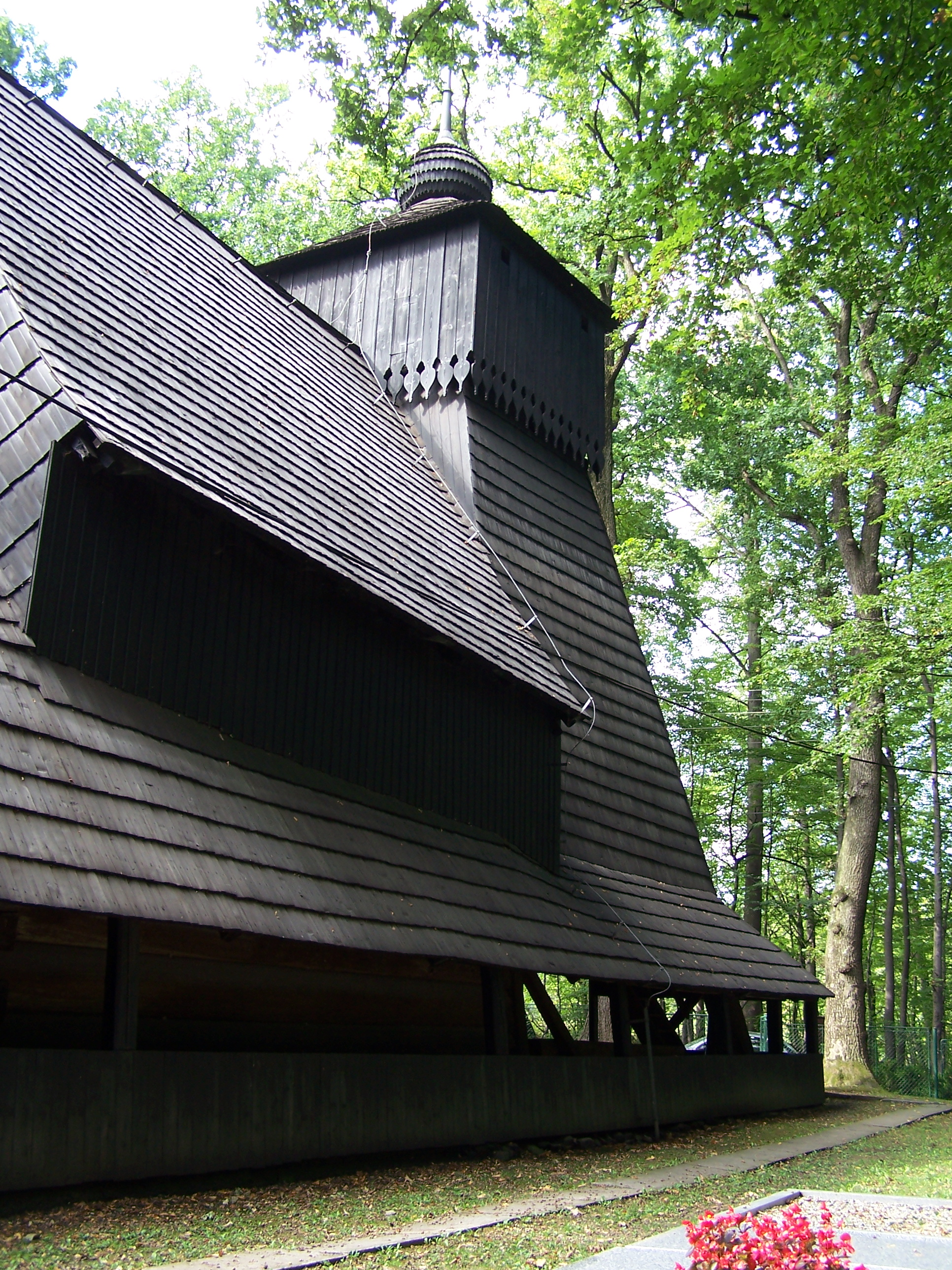
Kostel v srpnu 2007
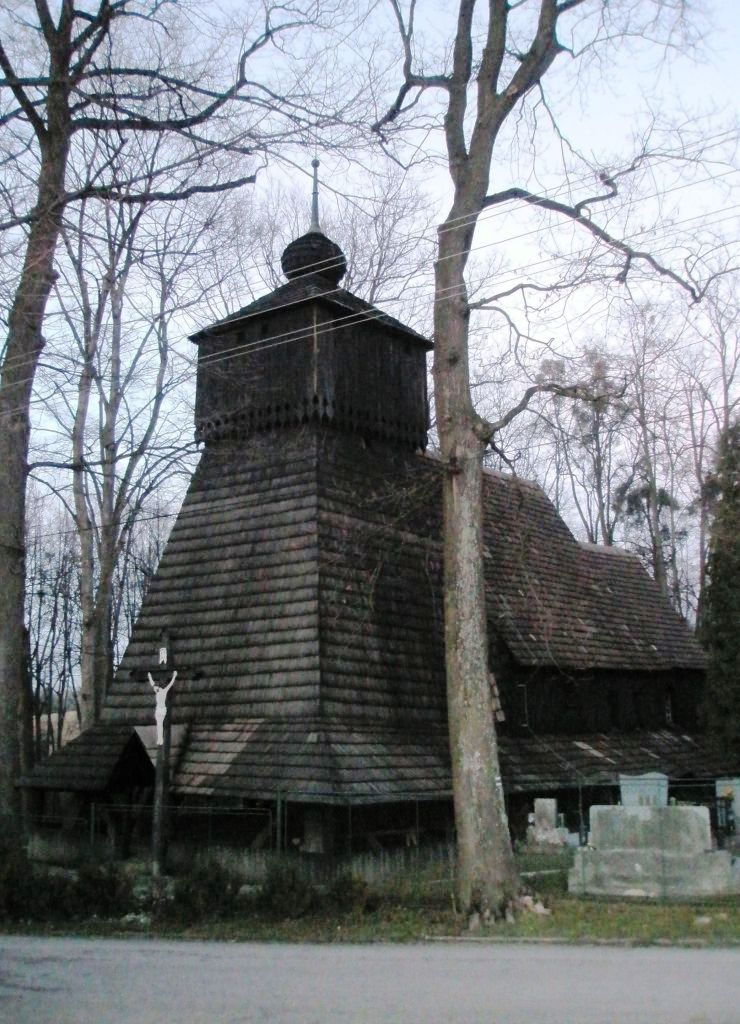
Kostel v březnu 2008
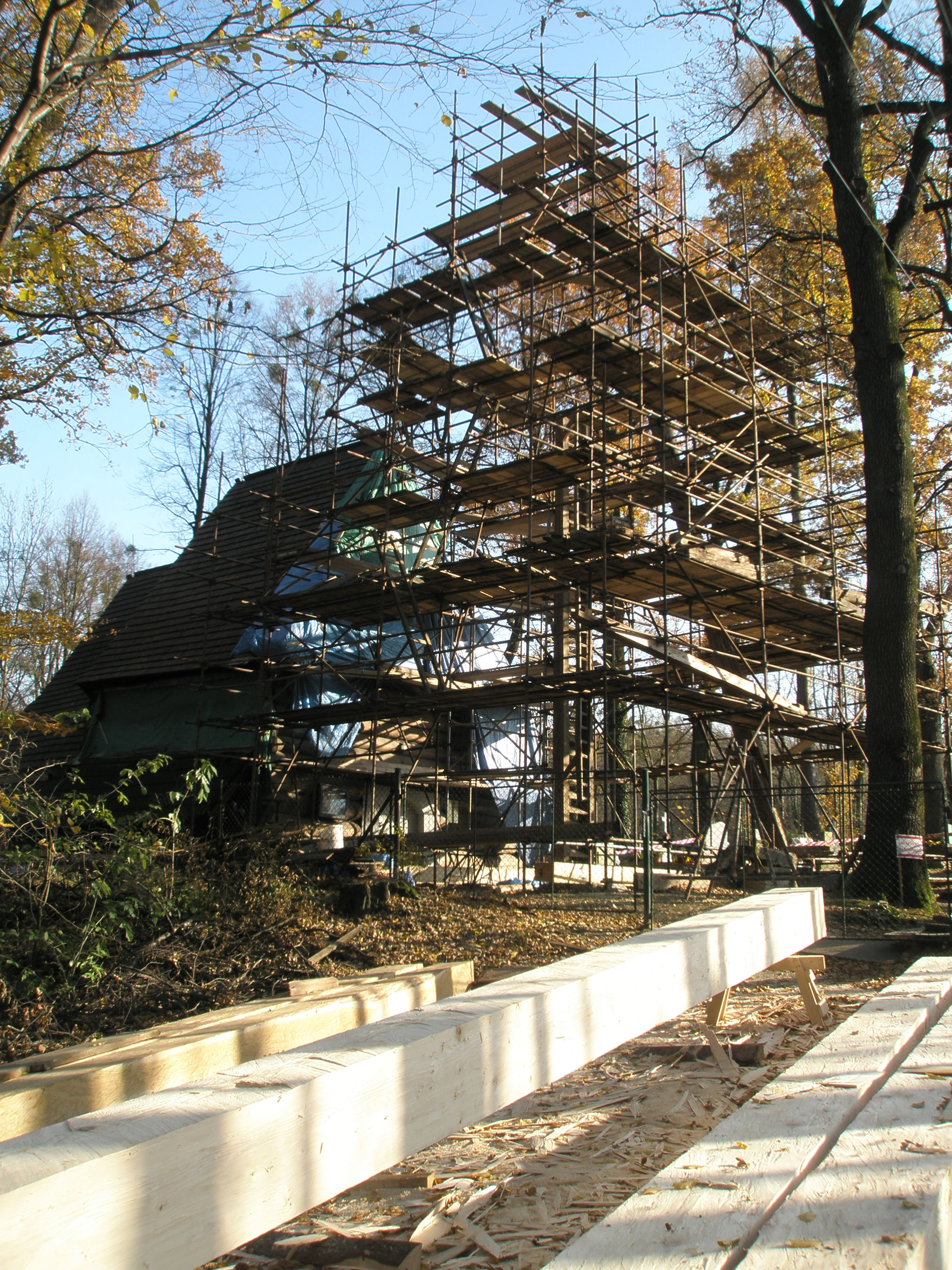
Kostel během rekonstrukce v listopadu 2011
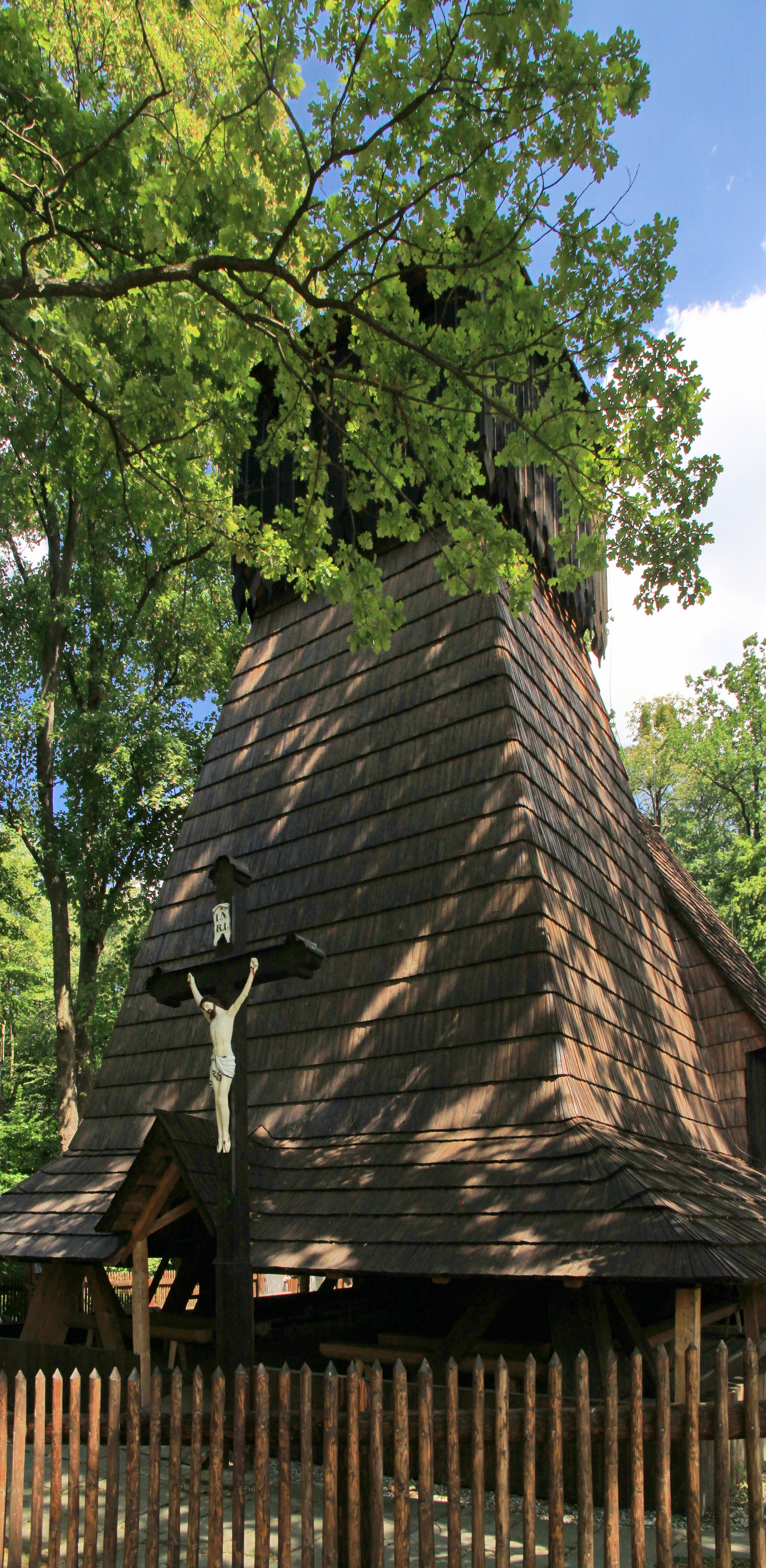
Kostel v srpnu 2013
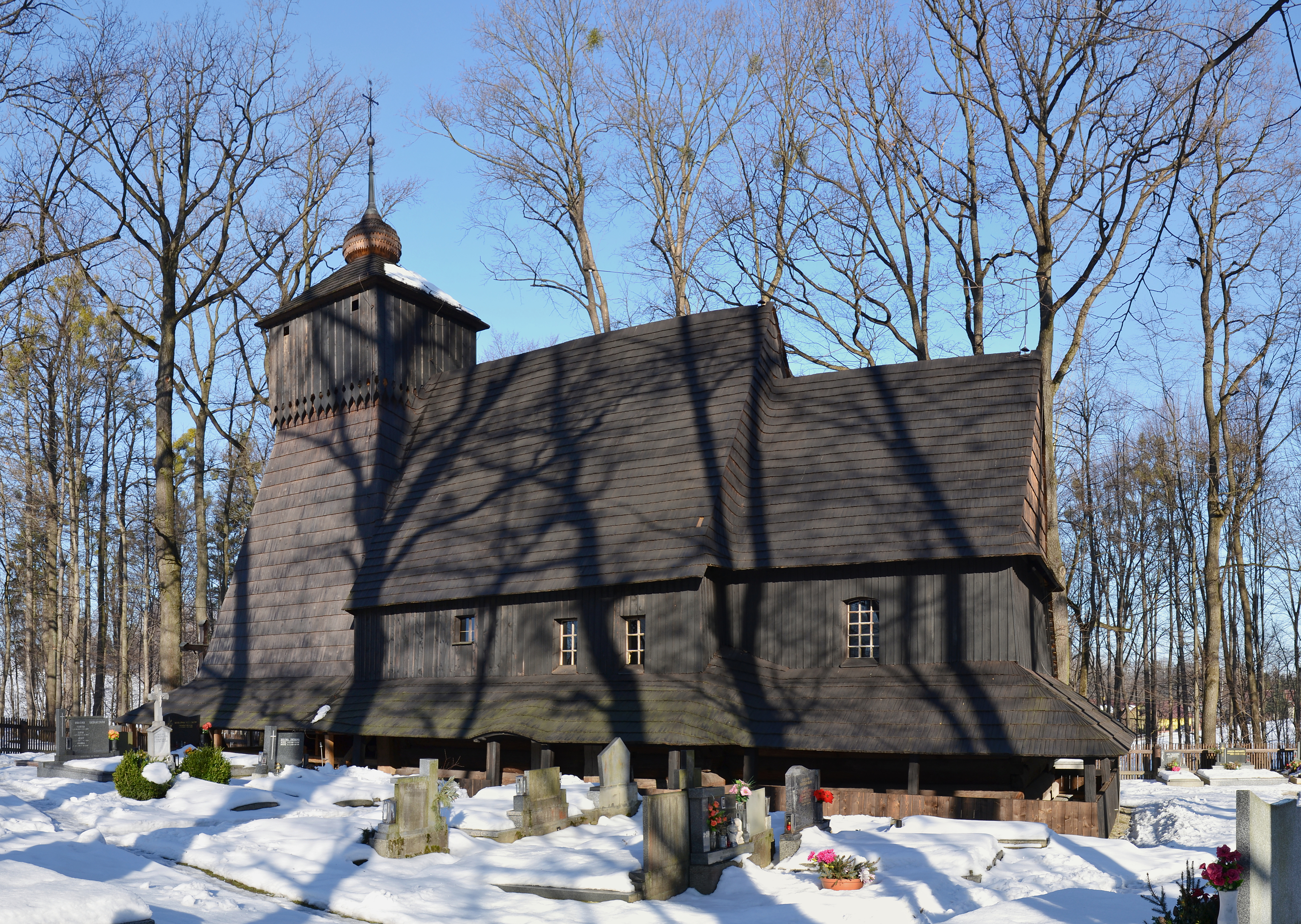
Kostel v únoru 2015
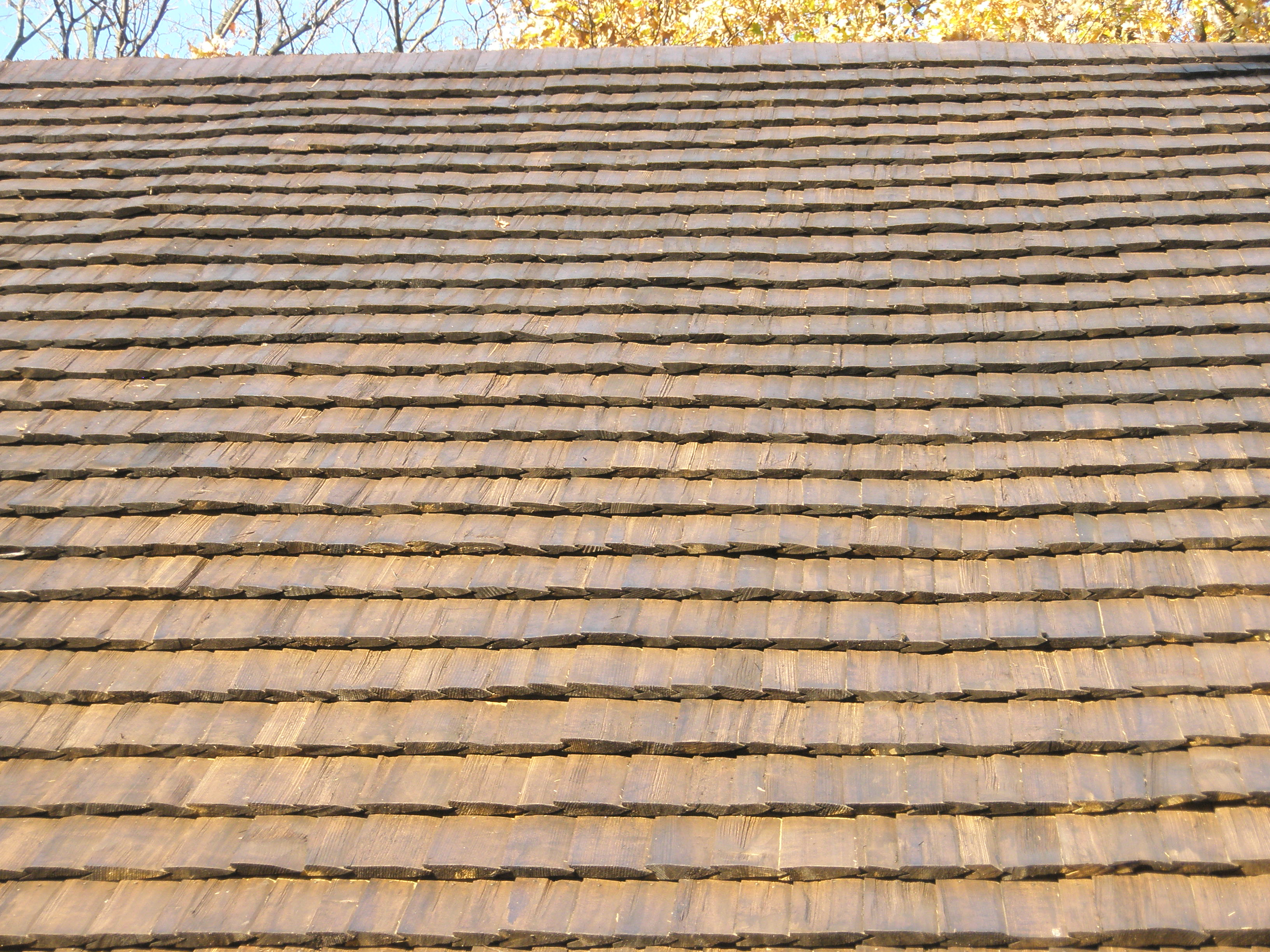
Detail šindelové střechy kostela

Kostel v roce 1927
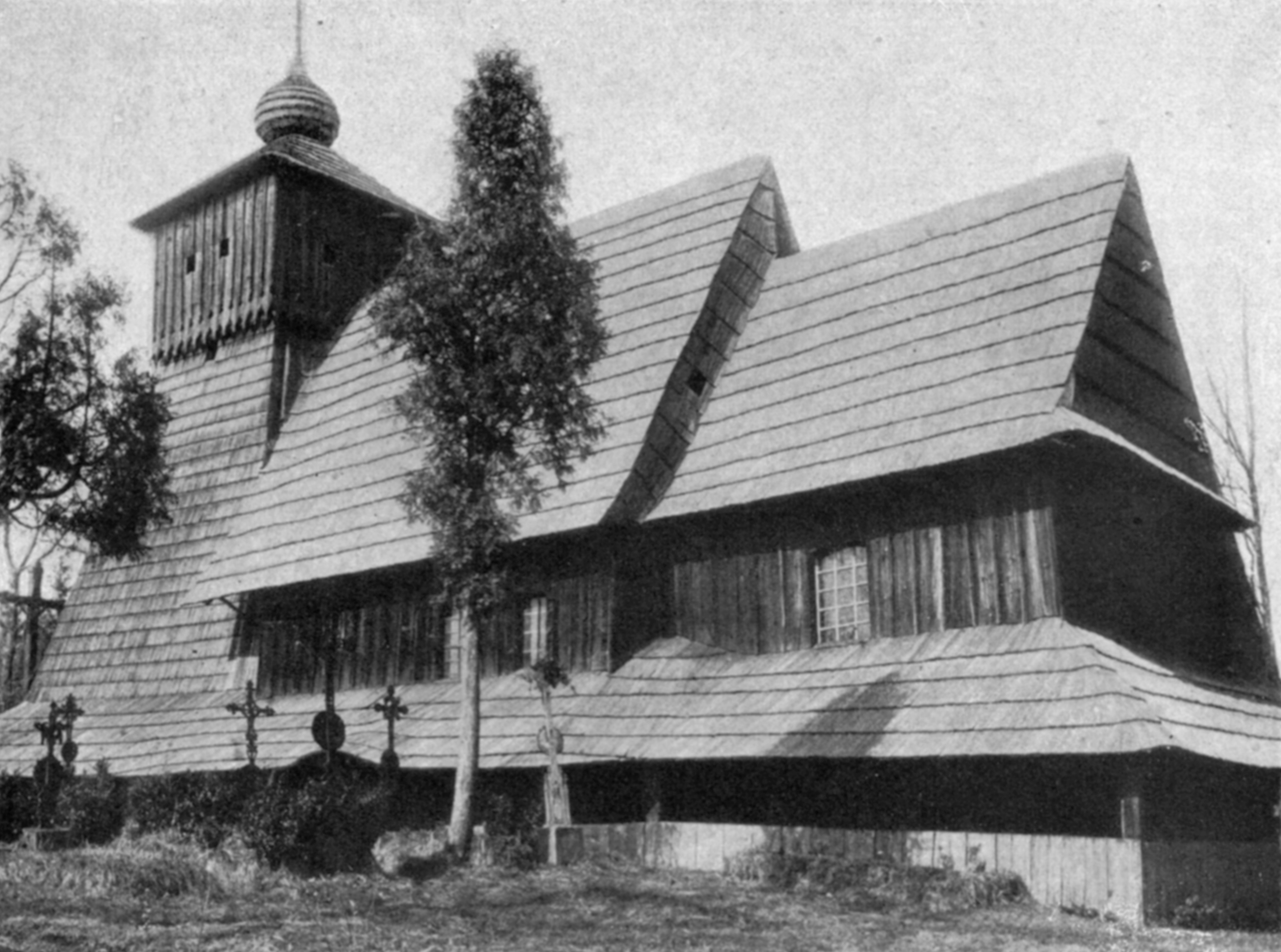
Pohled od jihovýchodu
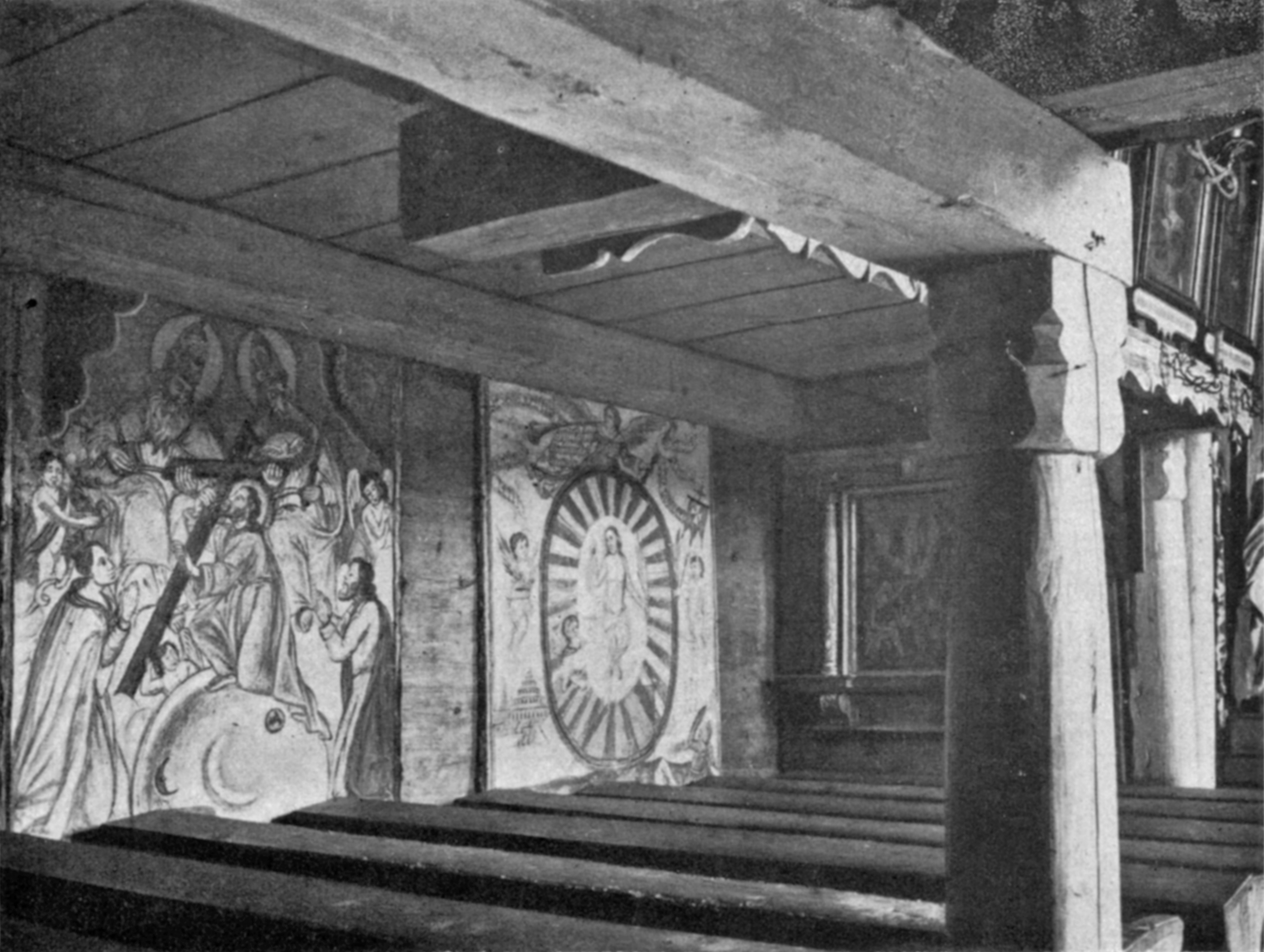
Vnitřek kostela
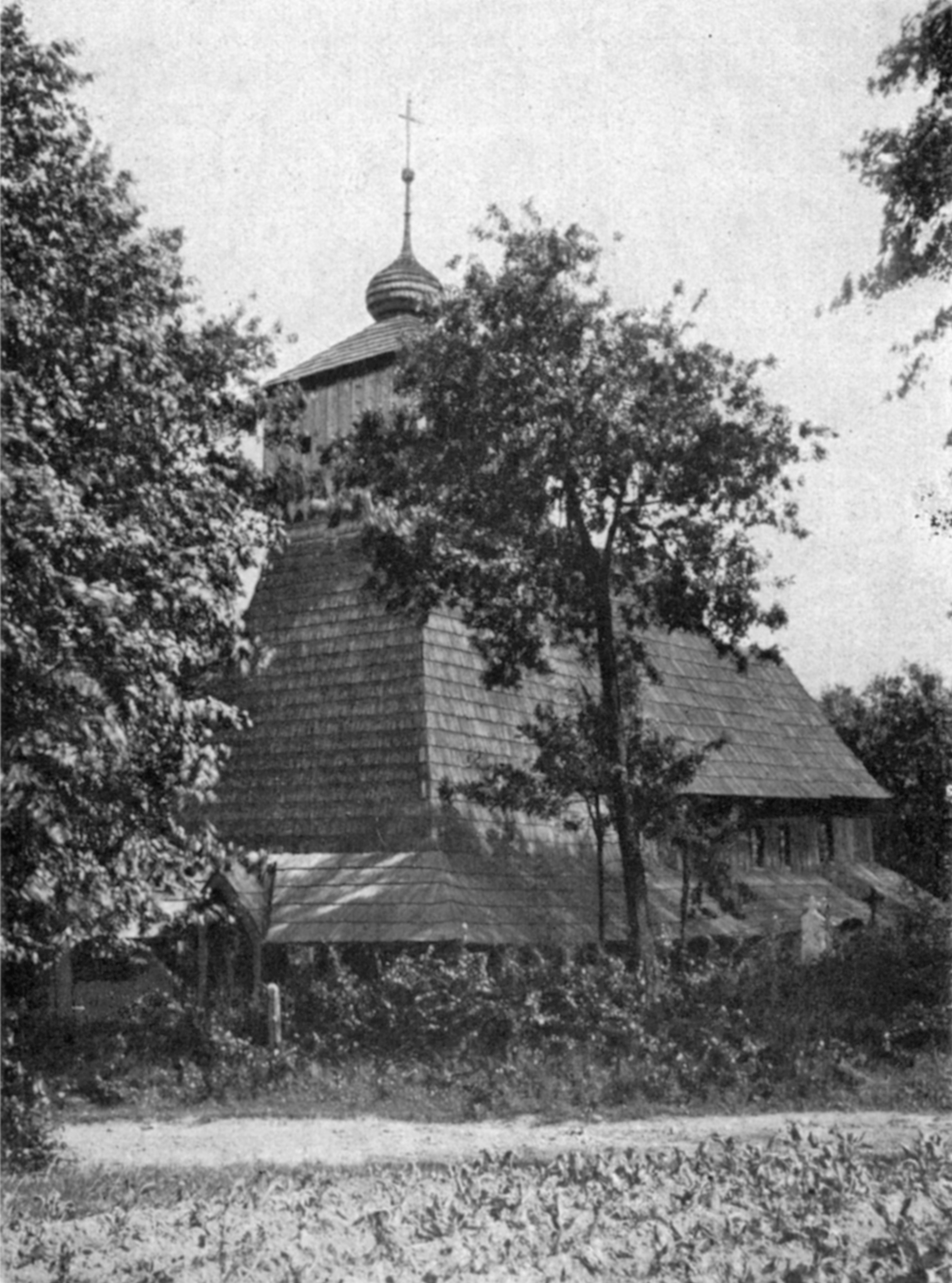
Pohled od jihozápadu
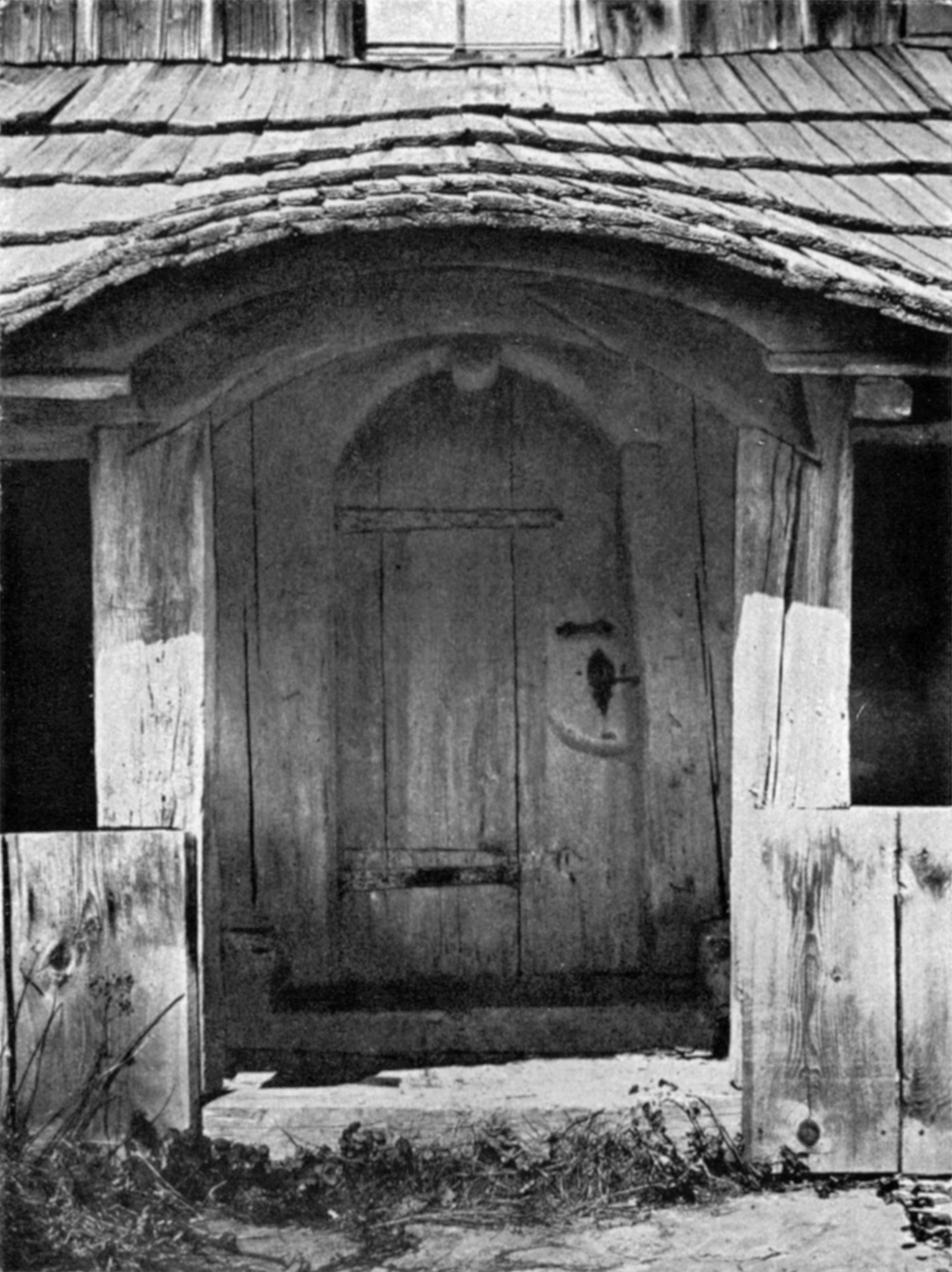
Postranní vchod
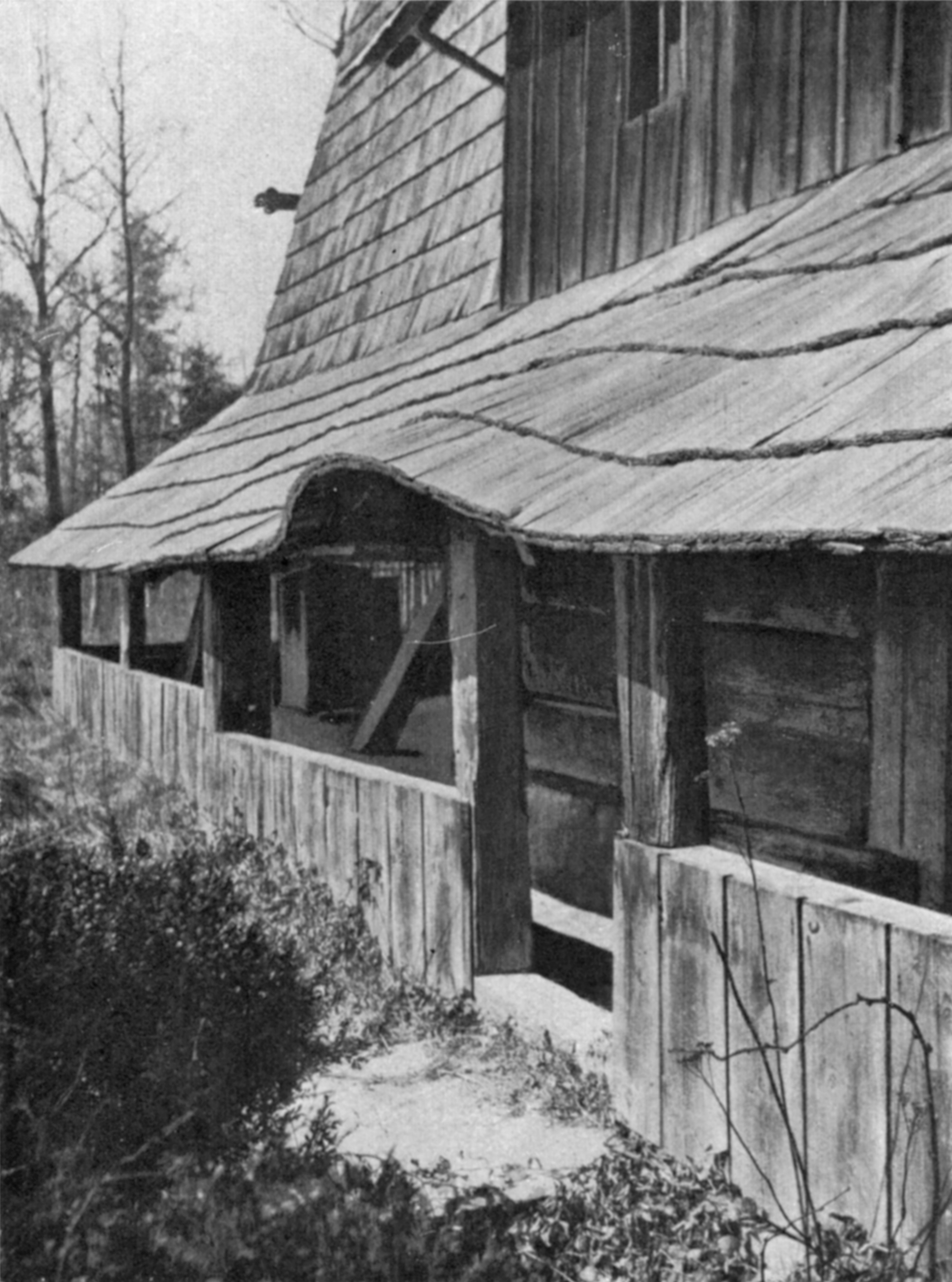
Ochoz kostela
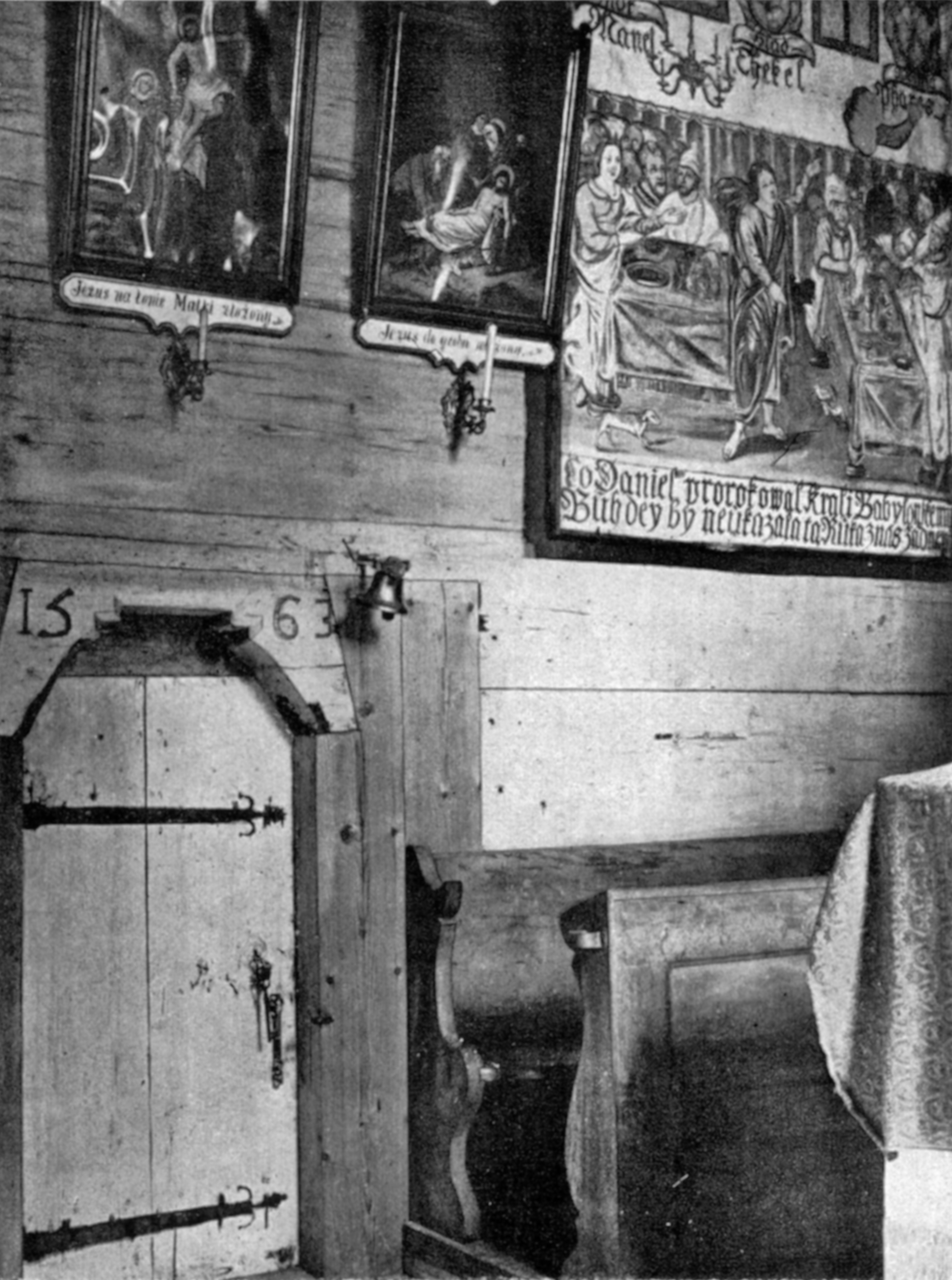
Portálek do sakristie

Fotografie z roku 1927: Bohumil Vavroušek.

Požářiště a trosky kostela
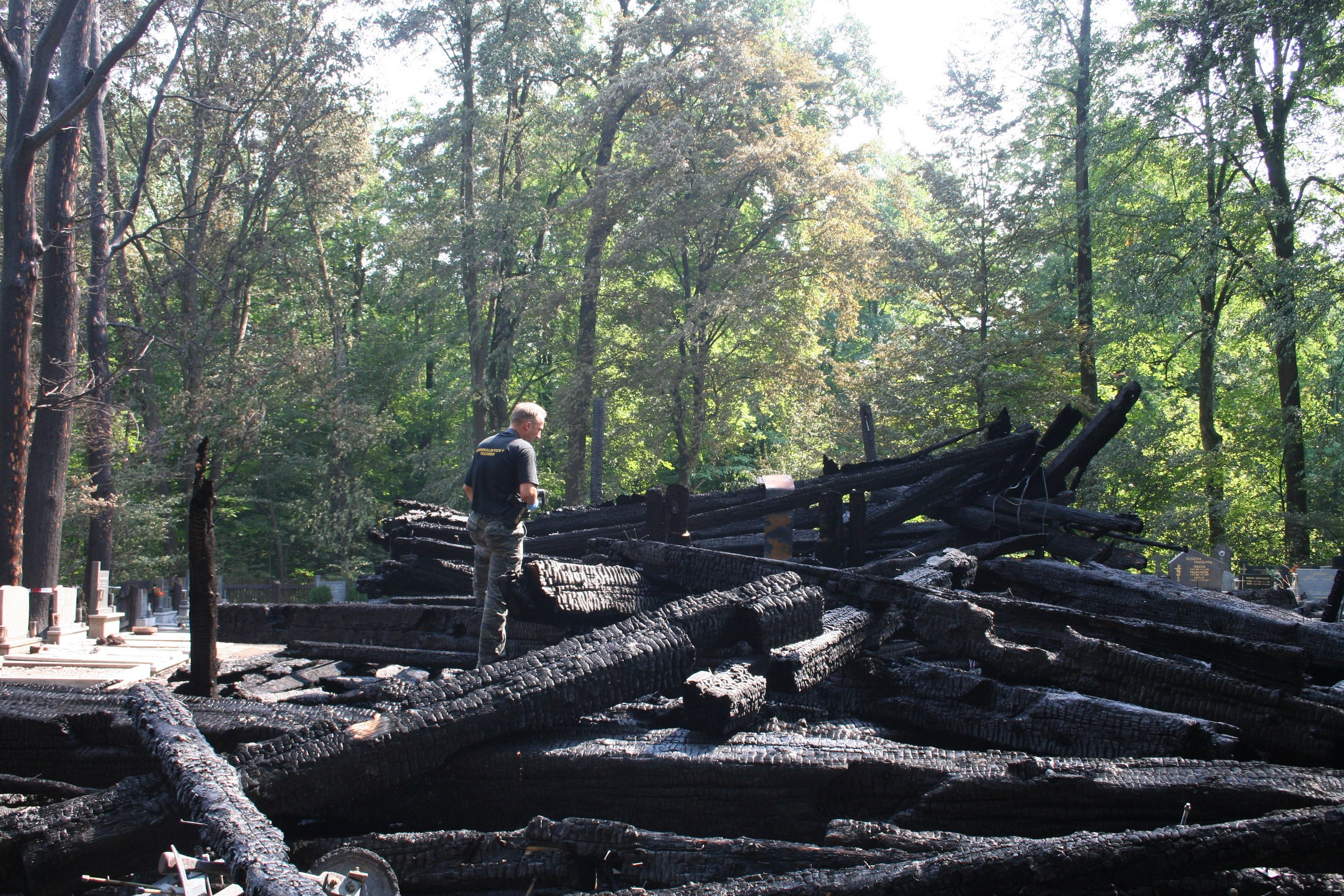
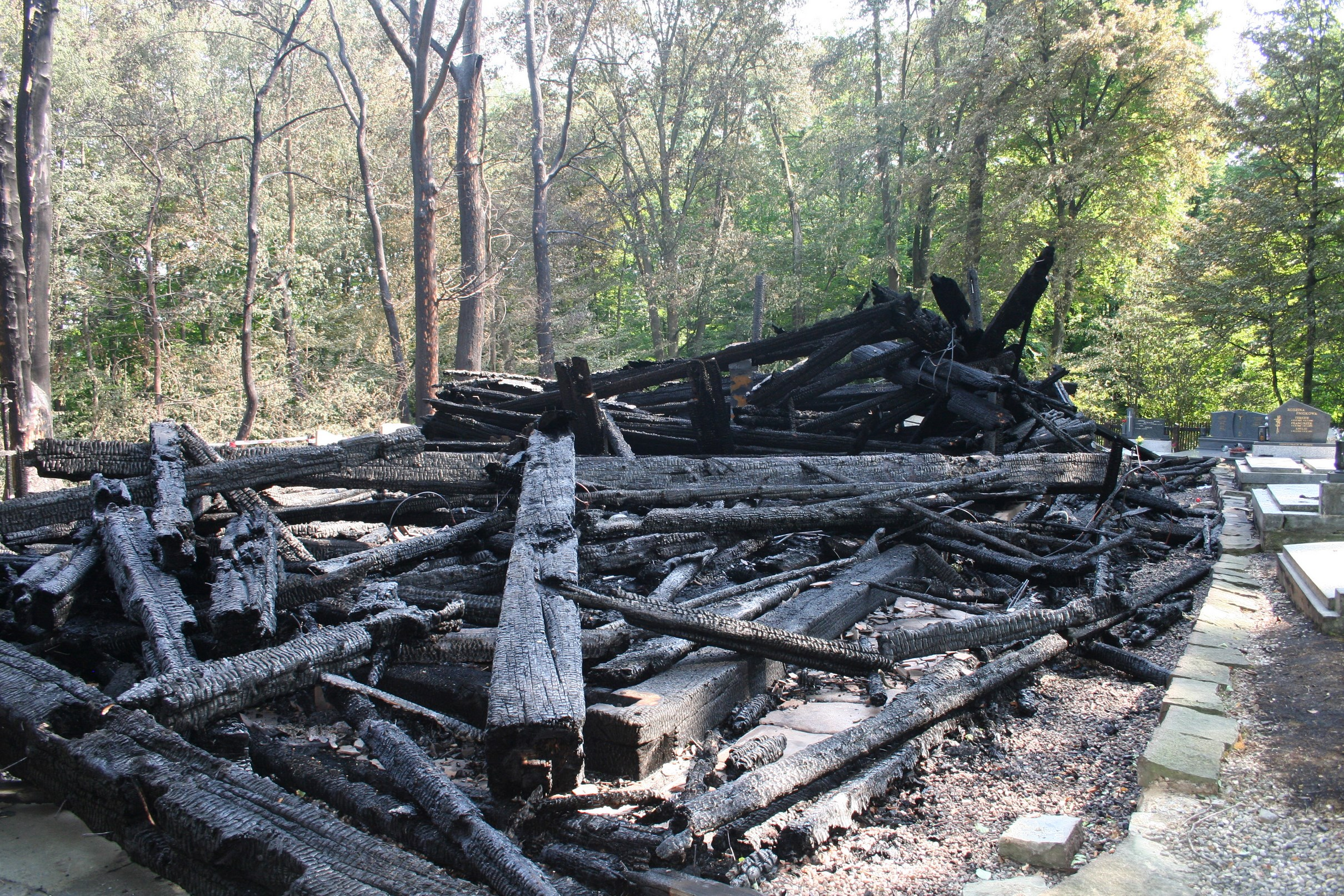
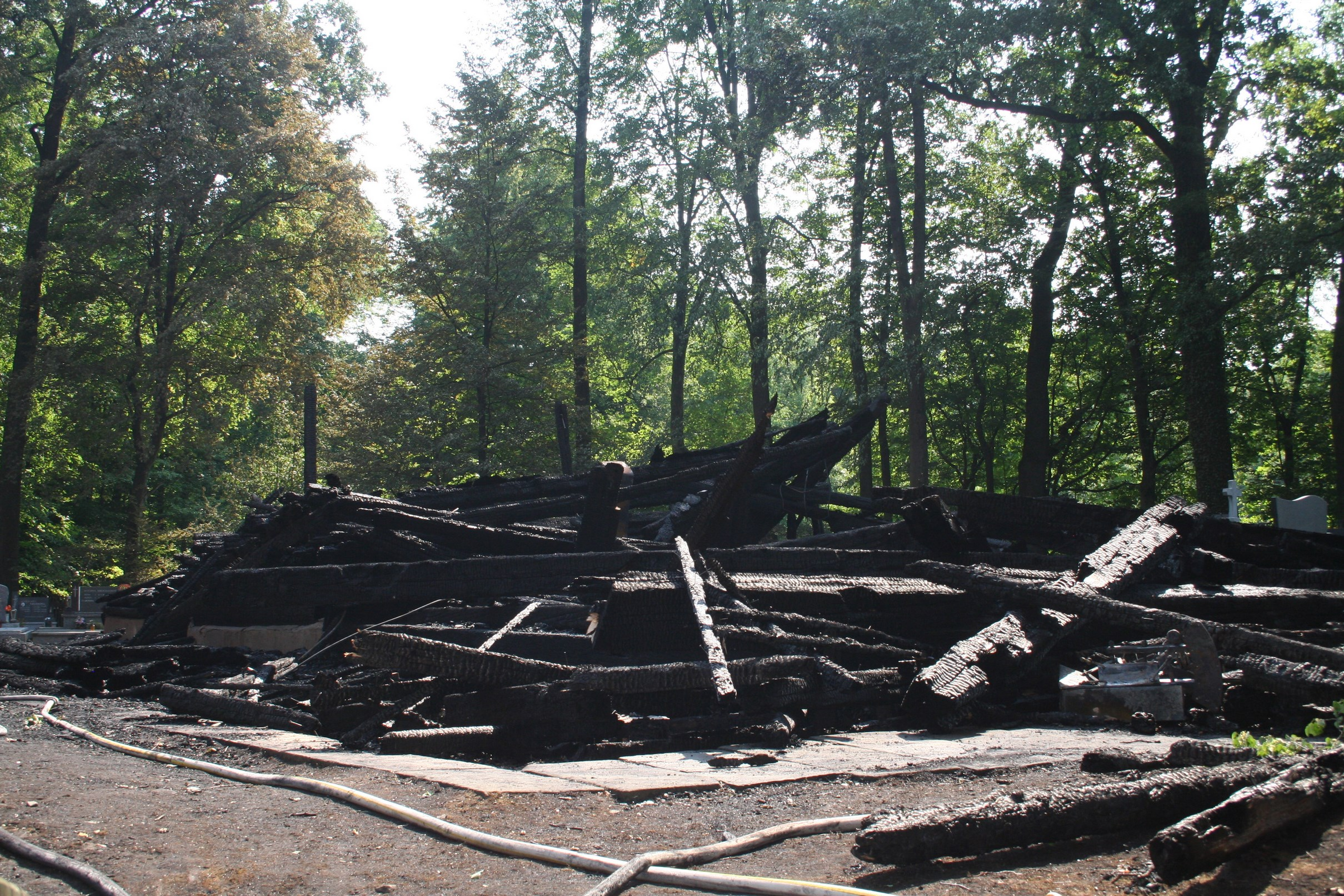
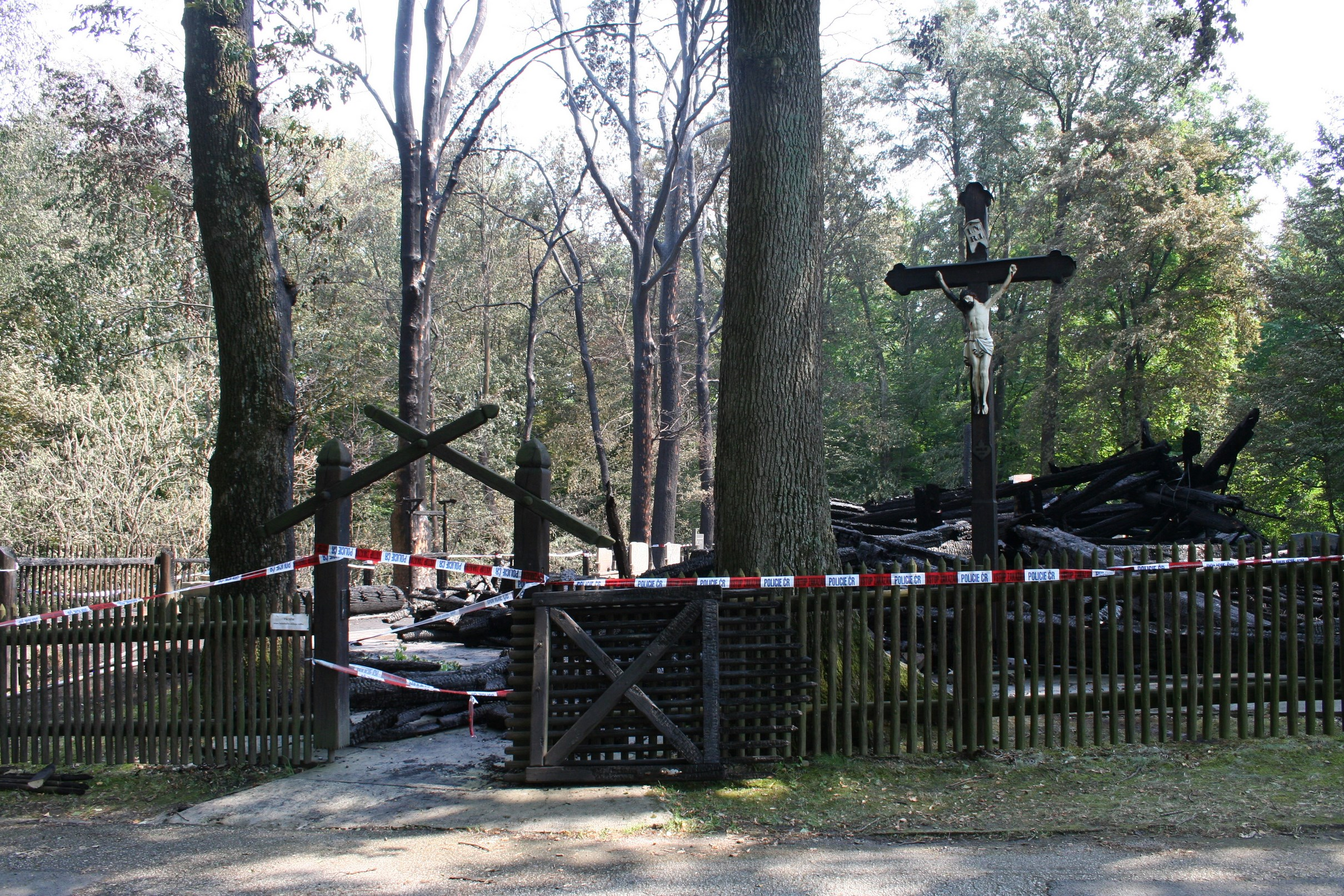
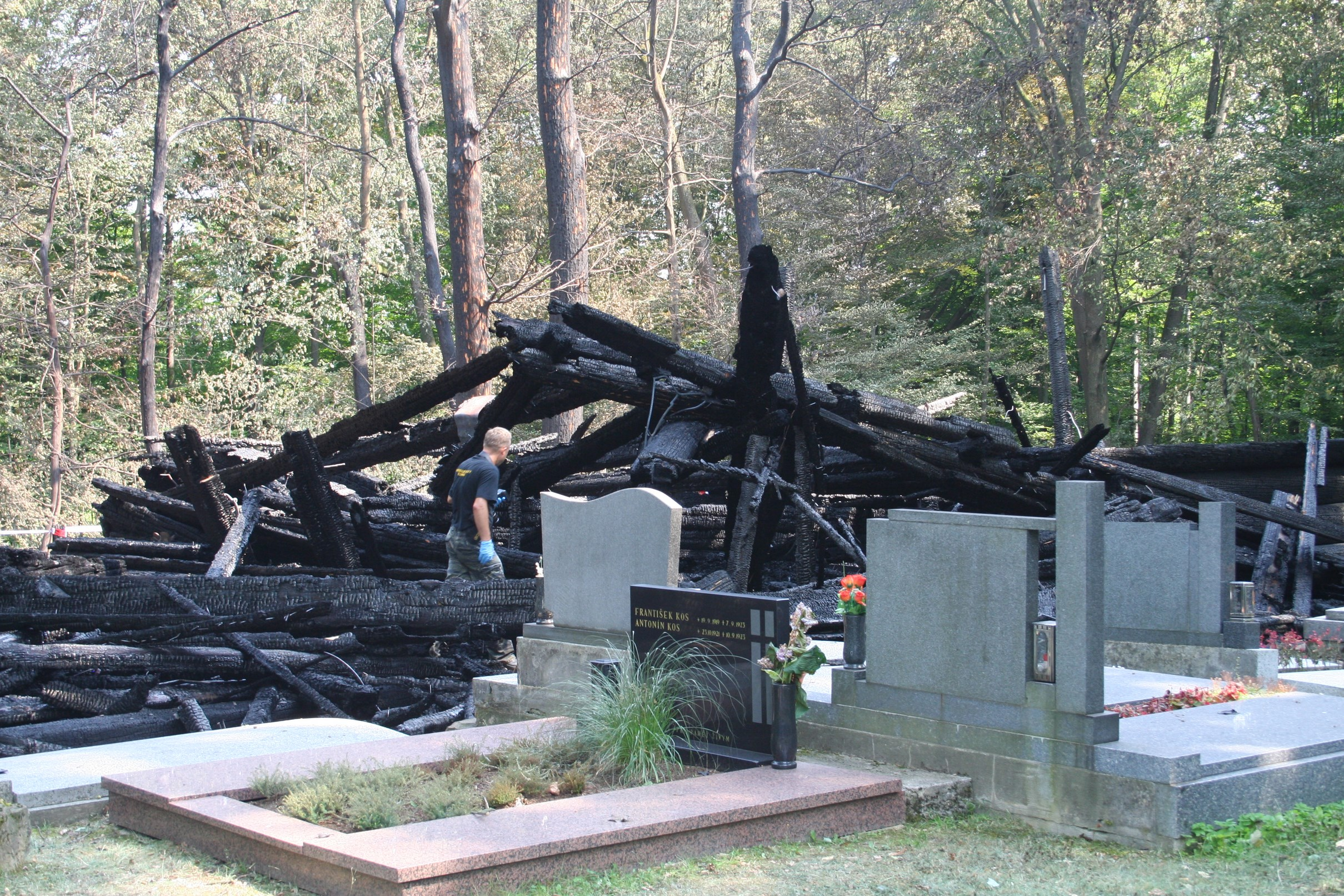
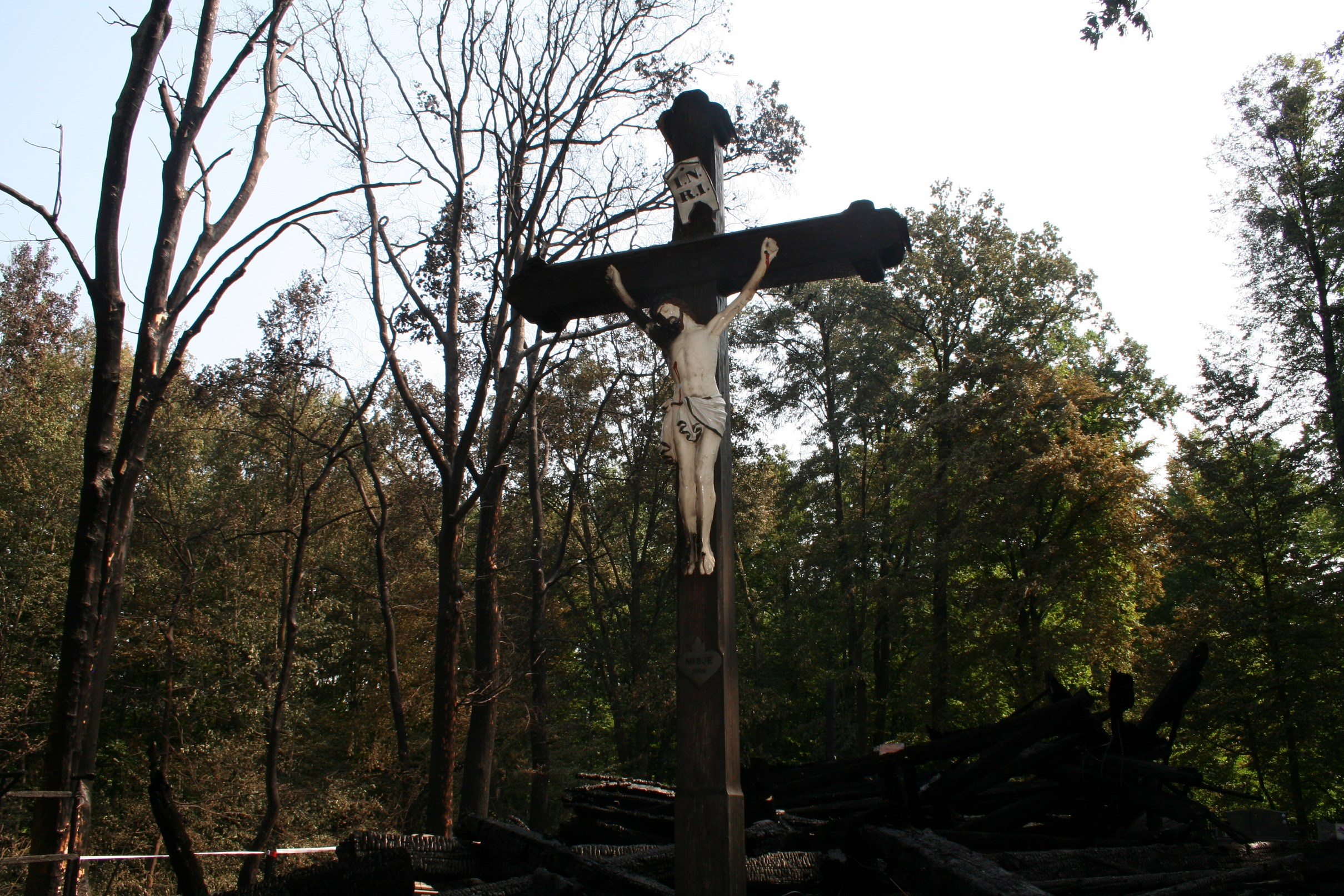

Replika kostela
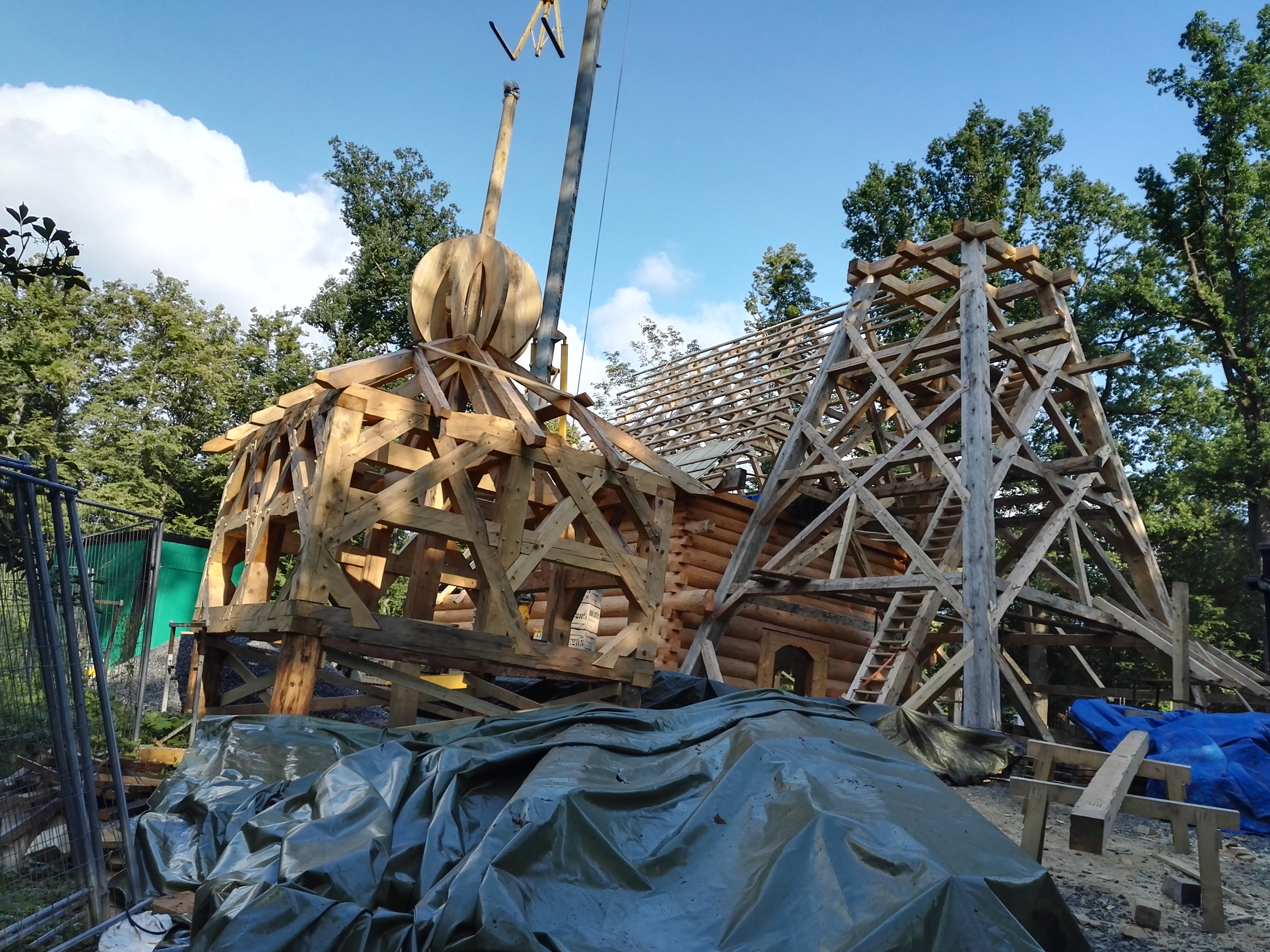
Výstavba repliky (červenec 2020)
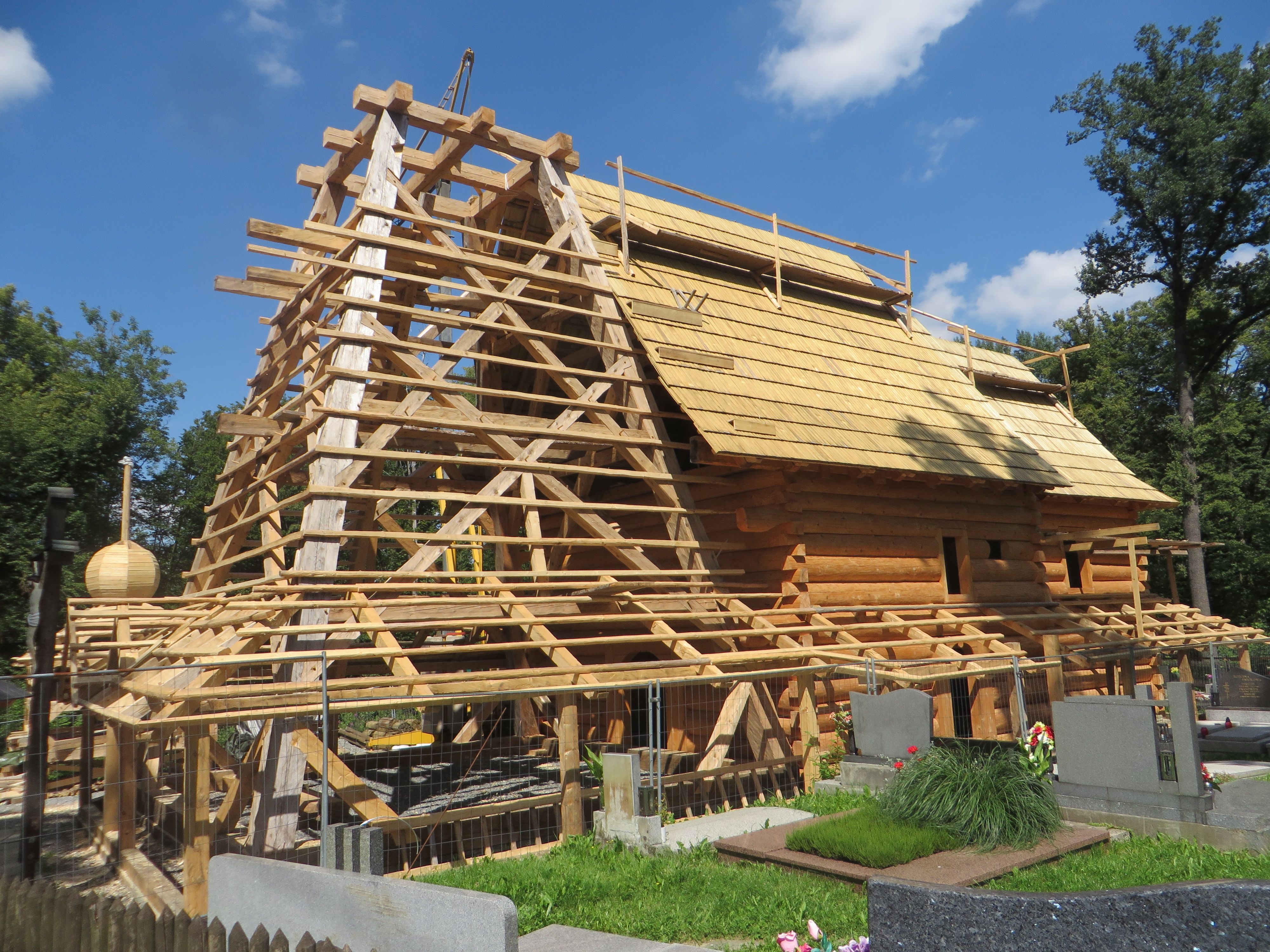
Výstavba repliky (srpen 2020)
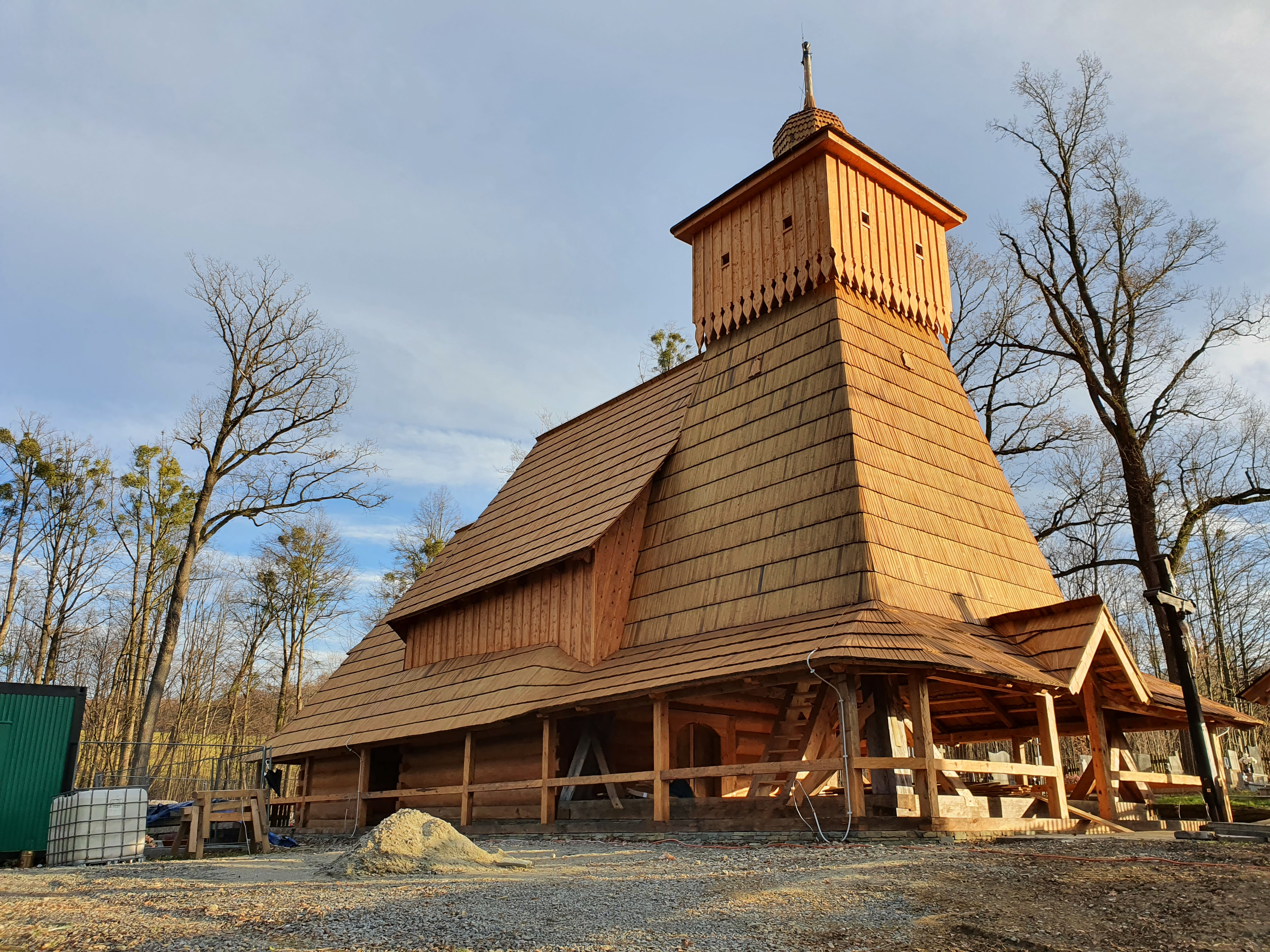
Výstavba repliky (prosinec 2020)